# Lothar Budzinsky
Lothar Budzinsky (Duisburg, 7 agosto 1886 – 1º marzo 1955) è stato un calciatore tedesco, di ruolo centrocampista.